# الشبر (إب)

تعديل مصدري - تعديل

الشبر هي إحدى قرى عزلة جبل معود بمديرية إب التابعة لمحافظة إب، بلغ تعداد سكانها 611 نسمة حسب تعداد اليمن لعام 2004.